# 宇文福
宇文福（5世紀—520年），一作俟文福，河南郡河阴县（今河南省洛阳市孟津区）人，北魏官员。

## 生平
宇文福的祖先是南单于的远亲，世代为拥部大人，祖父宇文活拨在慕容垂后燕担任唐郡内史、辽东公。魏道武帝拓跋珪平定慕容宝后，宇文活拨归附北魏，被北魏朝廷当做第一客对待。
宇文福年轻时骁勇果敢，有体力。太和初年，宇文福出任羽林郎将，升任建节将军，获赐爵位新昌侯、南征都将。因为攻击南齐有功，获授显武将军，很快出任恢武将军、北征都将，特别赐给军服。宇文福又击败柔然的别部，俘获一万多人。回朝后出任都牧给事。太和十七年（493年），魏孝文帝元宏亲自南征，宇文福署理冠军将军、后军将军。同年十月乙酉（493年11月2日），宇文福跟随魏孝文帝前往豫州。太和十八年（494年），北魏正迁都洛阳，魏孝文帝敕令宇文福查验巡行牧马的场所。宇文福规划石济以西、河内以东，沿黄河南北方圆千里之地作为牧场。此事不久就得以施行，一直到北齐时代的牧场就是宇文福划定的。等到北魏从代京转移各种牲畜到牧场，宇文福妥善地进行饲养，一点也没有损耗，魏孝文帝嘉奖了宇文福，不久宇文福补任司卫监。太和十八年十一月甲申（494年12月26日），魏孝文帝经过比干墓，亲自为比干撰写吊文，宇文福也作为82名随祭官之一跟随参与了这次巡视，当时的题名为“给事臣河南郡俟文福”，在所有82名随祭官中排在第32位。之后宇文福加授冠军将军、西道都将、假节、征虏将军。宇文福率领一千精锐骑兵，专门为魏孝文帝殿后。没过多久，宇文福转任骁骑将军，仍兼领太仆、典牧令。之后宇文福跟随魏孝文帝征讨南阳，兼任武卫将军。
太和二十二年（498年）三月，魏孝文帝南征，派宇文福与右卫将军杨播为前军。到达邓城，宇文福挑选士卒精选部将，形成围攻襄阳的态势。魏孝文帝看到宇文福调遣军队的法令齐整，将士武艺娴熟，大为叹息并加以褒奖。萧鸾派他的尚书崔慧景、黄门郎萧衍率领部众十万人前来救援。魏孝文帝亲自指挥将士，命令宇文福率领高车羽林五百骑兵突袭敌军南面，占领桥梁道路，阻遏斩绝齐军归路。齐军大为惊恐，分兵六路前来迎战。宇文福就在坐骑上带领部众宣誓，身先士卒，齐军不能前进一步，终于大败奔逃溃散。宇文福获赐爵位昌黎伯，正式出任武卫将军，加授征虏将军。齐明帝萧鸾又派裴叔业进攻涡阳，三月乙未（498年4月20日），魏孝文帝诏令郑思明、严虚敬、宇文福等三支军队增援。当年八月，高车部害怕又要远征南齐，奉戴袁纥树者为主君相继反叛，朝廷命令加宇文福征北将军、北征都将，追击征讨高车叛军，宇文福大败而归，被贬黜免官。
景明初年，宇文福被重新起用出任平远将军、南征统军。宇文福向都督彭城王元勰献计说：“建安是淮南地区的重镇，敌我双方的要冲。占领了它义阳就容易得手，放弃了它寿春就难以保全。”元勰认为他说得有理。等到元勰出任扬州刺史，就命令宇文福进攻建安，建安戍主胡景略自缚出降。建安投降后，宇文福因功被封襄乐县开国男，食邑二百户，又出任太仆少卿。不久因为萧衍打算侵犯北魏边境，宇文福出任假节、征虏将军，率军出三关进行征讨。魏宣武帝元恪又诏令宇文福代理豫州刺史，与东豫州刺史田益宗相互支援，安抚遏制东南地区。宇文福回到朝廷，出任光禄大夫，转任太仆卿。正始三年（506年）四月，宇文福率军攻打南梁的司州，俘虏一千多人返回。延昌年间，宇文福以本官兼任左卫将军，出任散骑常侍、都官尚书，加安东将军、营州大中正。
熙平初年，宇文福出任镇北将军、瀛州刺史。因为宇文福年老，魏孝明帝诏令允许宇文福第三子宇文延跟随侍奉父亲前往瀛州。熙平二年（517年）春正月，大乘教残余的教徒攻入州城，宇文延率领家奴迎战，死了几人，宇文延自己受重伤，大乘教教徒稍稍撤退，却放火焚烧斋阁。宇文福当时就在斋阁内，宇文延冒火进入，抱着父亲出来，自己的皮肤被烧伤，头发全部烧成了灰烬。宇文延统帅部众与大乘教教徒苦战，教徒才溃散逃走。宇文福性情忠厚清简，为官严厉刚毅，以信义治理百姓，很有声誉。不久宇文福解除职务，出任太仆卿，又为金紫光禄大夫，出任散骑常侍、都督怀朔沃野武川三镇诸军事、征北将军、怀朔镇将。宇文福到了怀朔镇，于神龟三年（520年）因病去世。魏孝明帝诏令派遣主书乐安嘉前往吊唁，追赠使持节、散骑常侍、车骑将军、定州刺史，开国男如故，谥号贞惠。

## 家庭

### 五世祖
- 宇文俟豆归，燕王[4]

### 祖父
- 宇文活拔，后燕唐郡内史、辽东公

### 父母
- 宇文混，北魏平北将军、平州刺史[3]
- 独孤氏，北魏夏州长史独孤意富陵之女[3]

### 夫人
- 河南元氏，追尊魏昭成帝拓跋什翼犍后裔，尚书左仆射、卫大将军、司州牧、肃公元赞之女[3]

### 子女
- 宇文元庆，北魏东宫直后[3]
- 宇文善，北魏后将军、太中大夫、北道都督、襄乐县男
- 宇文延，北魏建威将军、直寝
- 宇文庆安，北魏平北将军、武卫将军

## 延伸阅读
[在维基数据编辑]
 《魏書·卷44》，出自魏收《魏书》
 《北史·卷025》，出自李延壽《北史》